# 泰爾獎學金
泰爾獎學金（英語：Thiel Fellowship，原名 20 under 20）是億萬富翁彼得·蒂爾通過基金會創建的獎學金。該獎學金面向 22 歲以下的學生，在兩年內為他們提供總計 100,000 美元的資金以及指導和其他資源，以供他們輟學並從事其他工作，其中可能涉及科學研究、創建初創公司或從事社會運動。獎學金的遴選是通過競爭性的年度程序進行的，每年大約會選出 20-25 名研究員。

## 歷史
彼得·泰爾於2010年9月在 TechCrunch Disrupt 上宣布創建獎學金。

## 得獎人
著名的得獎人包括：
- 奧斯汀·羅素（Austin Russell）：自駕車感測器廠商 Luminar Technologies 創辦人暨執行長
- 柏楊·史萊特：海洋清潔基金會（英语：The Ocean Cleanup）創辦人暨執行長[2]
- 泰勒·威爾遜：製造出核融合反應的第二年輕者[3]
- 維塔利克·布特林：以太坊共同創辦人[4]

## 外部鏈接
- 泰爾獎學金官方網站 （页面存档备份，存于）